# پیر فن در وستهویزن
پیر فن در وستهویزن (انگلیسی: Pierre van der Westhuyzen؛ زادهٔ ۱۸ اوت ۲۰۰۳) قایقران کایاک اهل استرالیا است.
وی در مسابقات کشوری و بین‌المللی در مجموع برندهٔ ۱ مدال نقره شده است.